# San Andres (Catanduanes)
San Andres (Bayan ng San Andres) är en kommun i Filippinerna. Kommunen ligger på ön Luzon, och tillhör provinsen Catanduanes. Folkmängden uppgår till 36 779 invånare år 2015.

## Barangayer
San Andres är indelat i 38 barangayer.
| - Agojo - Alibuag - Asgad (Juan M. Alberto) - Bagong Sirang - Barihay - Batong Paloway - Belmonte (Pob.) - Bislig - Bon-ot - Cabungahan - Cabcab - Carangag - Catagbacan | - Codon - Comagaycay - Datag - Divino Rostro (Pob.) - Esperanza (Pob.) - Hilawan - Lictin - Lubas - Manambrag - Mayngaway - Palawig - Puting Baybay - Rizal | - Salvacion (Pob.) - San Isidro - San Jose - San Roque (Pob.) - San Vicente - Santa Cruz (Pob.) - Sapang Palay (Pob.) - Tibang - Timbaan - Tominawog - Wagdas (Pob.) - Yocti |